# Рораимия
Рораимия (лат. Roraimia adusta) — вид воробьиных птиц из семейства печниковых (Furnariidae), единственный в одноимённом роде (Roraimia). Выделяют 4 подвида.

## Таксономия
Изначально вид был помещен в род Synallaxis. Назван в честь тепуи Рорайма.

## Описание
Длина тела 14—15 см. Вес 14—20 г. Это небольшая птица с рыжеватым верхом, полосатым низом, белым горлом и чёрной маской.
Питается членистоногими. Размножение не изучено.

## Распространение
Обитает в Южной Америке: в юго-восточной части Венесуэлы, северной части Бразилии и западной части Гайаны. Живут в лесах, в том числе на горе Рорайма и других тепуи.